# 12595 Amandashaw
12595 Amandashaw eller 1999 RD149 är en asteroid i huvudbältet som upptäcktes den 9 september 1999 av LINEAR i Socorro County, New Mexico. Den är uppkallad efter Amanda Bryce Shaw.
Asteroiden har en diameter på ungefär 5 kilometer.